# Cladoderris silvestrii
Cladoderris silvestrii är en tvåvingeart som beskrevs av Mario Bezzi 1914. Cladoderris silvestrii ingår i släktet Cladoderris och familjen bredmunsflugor.
Artens utbredningsområde är Ghana. Inga underarter finns listade i Catalogue of Life.